# Hryggjarstykki
Hryggjarstykki és una obra escrita en nòrdic antic a mitjan segle xii sobre fets contemporanis, considerada actualment com a perduda. Pertany a les sagues reials escandinaves i l'autor en fou Eiríkr Oddsson, un escalda islandès de qui se sap molt poc. L'obra s'esmenta en Heimskringla, de Snorri Sturluson, que enalteix la veracitat i fiabilitat dels seus escrits.
| «                                | Eirík escrigué el llibre anomenat Hryggjarstykki. S'hi cita Harald IV de Noruega i els seus dos fills, també Magne IV de Noruega i Sigurd Slembe, fins a la seua mort. Eirík havia romàs una llarga temporada a Noruega. Algunes esments seus se cenyeixen al que li va dir Hákon Maw, un hisendat sota l'autoritat dels fills d'Harald. Hákon i els seus fills prengueren part en aquestes lluites i consells. Eirík n'esmenta altres que li parlaren d'aquests fets, persones fiables i properes als esdeveniments. | » |
| — Snorri Sturluson, Heimskringla | |   |

Les cites d'Eiríkr també apareixen en Morkinskinna de manera semblant.
| «                      | Ara la història se circumscriu als fills del rei Haraldr, Inge i Sigurd, segons el savi testimoniatge d'Eiríkr Oddsson. El relat procedeix sobretot de l'informe del cabdill Hákon Magi, que fou testimoni i va recitar aquests fets quan s'escrigueren per primera vegada. Ell mateix i els seus fills participaren en aquestes expedicions i batalles. Ell conegué els personatges que s'hi anomenen. Ell va escriure la història de persones de confiança com a fonts per a les cites. | » |
| — Anònim, Morkinskinna | |   |

L'autor de Fagrskinna també al·ludeix a Hryggjarstykki encara que no l'esmenta expressament. S'ha suggerit que Morkinskinna, Heimskringla i Fagrskinna emprarien diferents versions de l'obra d'Eiríkr.
A diferència de les darreres sagues reials, Hryggjarstykki contenia quasi només prosa, encara que possiblement fes ús puntual de la poesia escàldica. Investigadors de segles anteriors pensaven que l'obra cobria un període substancial del segle xii, començant en la dècada de 1130 i arribant fins a les dècades de 1160 o 1170 però algunes anàlisis recents indiquen que Hryggjarstykki cobrí exclusivament el període 1136-1139.
La composició de l'obra s'ha calculat cap a 1150, i degué ser una de les més primerenques sagues nòrdiques conegudes.